# Santa Rita de Minas
Santa Rita de Minas is een gemeente in de Braziliaanse deelstaat Minas Gerais. De gemeente telt 5.980 inwoners (schatting 2009).

## Aangrenzende gemeenten
De gemeente grenst aan Caratinga en Santa Bárbara do Leste.